# 科祖比夫卡 (霍羅爾區)
49°43′16″N 33°10′47″E / 49.72111°N 33.17972°E
科祖比夫卡（烏克蘭語：Козубівка），是烏克蘭中部的村莊，隸屬波爾塔瓦州的盧布尼區。該村距離安德里伊夫卡0.5公里，海拔高度110米，2001年人口567。